# T-1号鱼雷艇
T-1号（德語：T 1）是纳粹德国战争海军于1930年代建造的十二艘1935级鱼雷艇的首艇。它于1939年底竣工，1940年9月获指派为前往英吉利海峡布设雷区的布雷舰提供护航。两个月后，该艇在苏格兰沿海参与了一次袭击盟军护航队的行动，但无功而返。T-1号于1941年1月搁浅，相关的维修工作一直持续到7月。次月，它被置入预备役，直至1942年6月才恢复投运，充当鱼雷学校的训练艇。该艇于1944年4月重返前线，并获部署至波罗的海地区。1945年1月，T-1号执行了一次炮击任务，随后于4月9日改装期间在一次空袭遭击沉。

## 设计及装备
1935级是纳粹德国战争海军为满足《伦敦海军条约》600長噸（610公噸）排水量要求而对高速、远洋鱼雷艇作出的一次不成功的设计尝试，因为此类小型舰艇不计入国家总吨位限制。T-1号全长84.3米，水线长82.2米；1941年重建艇艏以提高耐波性后，全长则增至87.1米。它有8.62米的舷宽以及平均2.83米的吃水深度，标准排水量实际为859長噸（873公噸）、满载排水量则可达1,108長噸（1,126公噸）。该艇搭载有两组瓦格纳齿轮传动蒸汽轮机，各负责驱动一副三叶螺旋桨，设计功率为31,000匹軸馬力（23,000千瓦特）。过热蒸汽由四台高压水管锅炉供应，可推动艇只以35節（65每小時）的速度航行。T-1号最多可贮存200吨燃料油，能够以19節（35每小時）的速度的巡航1,200海里（2,200）。艇只的标准船员编制为6名军官和113名水兵。
竣工时，1935级鱼雷艇在艇艉装备有一门105毫米32式速射炮作为主炮。防空系统则包括以背负形式架设在105毫米炮上方的一门37毫米30式高射炮，以及安装在舰桥翼台的两门20毫米30式高射炮。它们还在两座水面三联装挂架上安装有六具500毫米鱼雷发射管，并可携带多达30枚水雷（天气良好时可携带60枚）。许多同级艇在竣工前便已将37毫米炮换装为额外的20毫米炮、深水炸弹和扫雷切割器。战争后期的增建仅限于安装雷达、雷达探测器和额外的高射炮，通常是以牺牲艇艉鱼雷发射管挂架为代价。
T-1号直到1944年4月都没有安装雷达，也没有增强其防空系统。惟同年7月中旬，该艇才将其后部鱼雷挂架换成一门37毫米高射炮。至于它在1945年沉没之前是否进行过其他改装，则已不可考。

## 服役历史
T-1号的建造合同于1935年11月16日发包予希肖公司，自1936年11月14日起在其设于埃尔宾的造船厂铺设龙骨，建造序列为1380。它于1938年2月17日下水，1939年12月1日入役。但由于机械问题，该艇的调试工作一直持续到1940年9月。9月6日至7日，T-1号作为第1鱼雷艇区舰队的一份子，与姊妹艇T-2、T-3号和友艇神鹫号一同前往英吉利海峡执行布雷任务。五天后，它与T-2、T-3号和友艇海雕号奉命转往德占法国。它们在途中遭到英国轻型轰炸机的袭击，导致T-2号受损，被迫返回德国接受维修。而T-1号在法国的停留也很短暂，仅数日后便被要求回国。到11月，第1和第2鱼雷艇区舰队都已移驻挪威斯塔万格。德国人通过空中侦察于11月初发现了两支盟军沿海护航队，战争海军估计它们将于11月7日凌晨通过苏格兰的金奈尔德角。由T-1号及其姊妹艇T-4、T-6、T-7、T-8、T-9和T-10号组成的两支区舰队遂于11月6日起航，试图穿过英国雷区的缺口，在第二天凌晨02:00左右拦截护航队。然而，英国人已在德国人不知情的情况下将雷区进一步向北扩展，使得T-6号在午夜后不久便触雷沉没。T-7和T-8号救起幸存者，行动被迫终止。12月初，T-1号还参与了协助破交舰鸬鹚号穿越挪威海域的护航任务。
1941年1月22日,T-1号在克里斯蒂安桑附近搁浅，继而在霍滕的造船厂进行了临时维修；当发动机恢复运行后，该艇受命前往瓦尔讷明德接受永久性修复，但维修工程实际上是在戈滕哈芬进行的，并持续到7月。8月15日，它被置入预备役，直至1942年6月才恢复投运，充当鱼雷学校的训练艇。T-1号于1943年11月开始进行长期改装，一直持续导1944年3月完成。1944年3月，包括T-1号在内的四艘艇龄最大的姊妹艇被编入一支训练部队，因为它们没有雷达和强化防空武器。这种安排并没有持续多久，因为德国在东线的局势恶化，它们仅数月后便开始在波罗的海各处执行护航任务。至8月14日，T-1号与另外八艘1935级艇共同组成了新的第2鱼雷艇区舰队。它于10月9日驻泊在利鲍时遭到苏联飞机的攻击而受损。1945年1月29日至30日，该艇曾为重巡洋舰欧根亲王号担任护航，以支援德军对已推进至克兰茨附近的苏军发动反击。T-1号自3月起在基尔接受改装，英国皇家空军不久于4月9日夜晚对这座城市发动空袭，T-1号遭两到三枚炸弹击中后沉没，导致9名船员丧生。其残骸于1946年5月20日被打捞上岸并拆除。